# Paleomagnetismo
Il paleomagnetismo è una disciplina, facente parte della geofisica, che studia le proprietà magnetiche di rocce e sedimenti e le caratteristiche del campo geomagnetico del passato, sia in termini direzionali che di intensità.
Rocce e sedimenti contengono infatti piccole quantità di minerali ferromagnetici che, in seguito al raffreddamento del magma (quando la temperatura scende al di sotto del punto di Curie) o durante la diagenesi del sedimento, si dispongono statisticamente secondo le linee di flusso del campo magnetico terrestre presente in quel momento. Datando la roccia e studiando la direzione di magnetizzazione dei minerali magnetici, è possibile dunque risalire all'intensità e alla direzione del campo magnetico terrestre presente al momento della formazione della roccia stessa. Le inversioni di polarità del campo magnetico del nostro pianeta, documentate dallo stato di magnetizzazione assunto dalle rocce ignee (basalti) dei fondali oceanici (bande a magnetizzazione normale/inversa speculari rispetto alle dorsali oceaniche), ha fornito in questo modo una delle prime prove a sostegno della teoria della espansione dei fondali oceanici e della tettonica a placche.

## Magnetizzazione residua

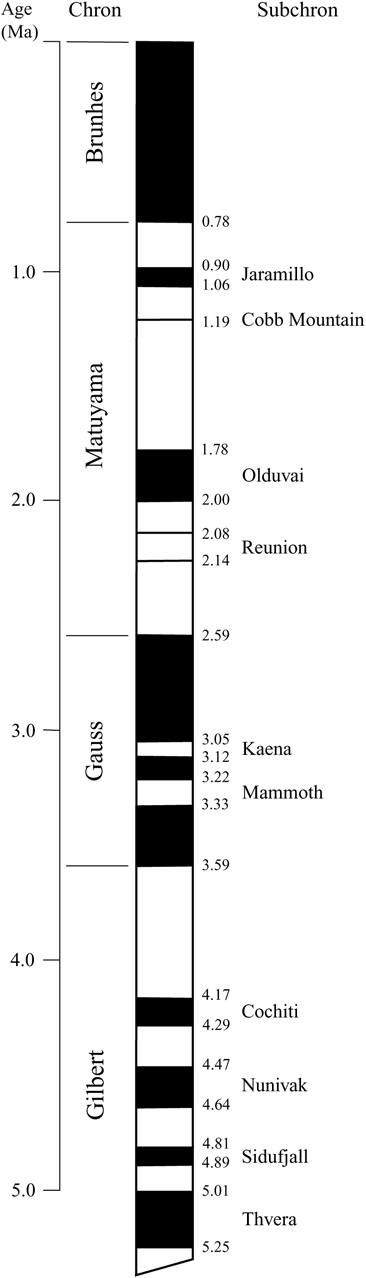
Inversioni di polarità del campo magnetico terrestre durante gli ultimi 5 milioni di anni. Le bande scure rappresentano la polarità normale, cioè corrispondente a quella attuale; le zone più chiare invece indicano la polarità opposta.

Lo studio del paleomagnetismo è possibile perché i minerali che contengono ferro come la magnetite, sono in grado di registrare la direzione del campo magnetico terrestre al momento della loro deposizione. I meccanismi con cui le rocce registrano l'impronta magnetica sono di vario tipo.

### Magnetizzazione termoresidua
I minerali contenenti ossidi di ferro/titanio nel basalto e in altre rocce ignee sono in grado di preservare la direzione del campo magnetico terrestre quando la roccia si raffredda al di sotto del punto di Curie dei minerali. La temperatura di Curie della magnetite, che è un ossido di ferro, è di circa 580 °C, mentre la maggior parte dei basalti e del gabbro sono già completamente cristallizzati a temperature al di sotto dei 900 °C. Pertanto i granuli minerali non sono fisicamente in grado di ruotare per allinearsi al campo magnetico terrestre, ma fissano l'orientazione del campo stesso al momento della formazione. Questa impronta viene chiamata magnetizzazione termoresidua (TRM).
Poiché però possono avvenire complesse reazioni di ossidazione durante la fase di raffreddamento successiva alla cristallizzazione della roccia, l'orientazione del campo magnetico terrestre non è sempre registrata in modo accurato oppure non si mantiene nel tempo. Questa impronta si è tuttavia mantenuta in modo sufficientemente accurato nei basalti della crosta oceanica, cosicché è stata un elemento fondamentale nello sviluppo delle teorie sull'espansione dei fondali oceanici all'interno della tettonica delle placche.
La TRM può essere rilevata anche in antiche stoviglie di ceramica, nei forni e in elementi di edifici bruciati dal fuoco. La disciplina che studia la magnetizzazione termoresidua nel materiale archeologico è chiamata datazione archeomagnetica.

### Magnetizzazione residua detritica
In un processo totalmente differente, i grani magnetici nei sedimenti possono allinearsi al campo magnetico durante o subito dopo la deposizione; questo caso viene chiamato magnetizzazione residua detritica (DRM). Più in dettaglio, se la magnetizzazione viene acquisita nel momento in cui i granuli vengono depositati, il risultato è una magnetizzazione residua detritica deposizionale (dDRM); se invece è acquisita subito dopo la deposizione, allora si tratta di  magnetizzazione residua detritica post-deposizionale (pDRM).

### Magnetizzazione residua chimica
In un terzo processo, l'accrescimento dei granuli magnetici è dovuto a reazioni chimiche e i granuli registrano la direzione del campo magnetico al momento della loro formazione. In questo caso il campo magnetico è stato registrato da una magnetizzazione residua chimica (CRM). Una comune forma di magnetizzazione residua chimica si ha con l'ematite, un altro ossido di ferro. L'ematite si forma per reazioni di ossidazione di altri minerali presenti nella roccia, inclusa la magnetite. I Redbed, rocce sedimentarie clastiche (come l'arenaria) sono rossi a causa dell'ematite che si è formata durante la diagenesi sedimentaria. Le impronte della CRM nei redbed possono essere di grande utilità e sono un obiettivo tipico degli studi di magnetostratigrafia.

### Magnetizzazione residua isoterma
La rimanenza che viene acquisita a temperatura fissa è chiamata magnetizzazione residua isoterma (IRM). Una rimanenza di questo tipo non è utile per il paleomagnetismo, ma può essere acquisita per effetto dei fulmini. Questo tipo di magnetismo indotto dai fulmini si può distinguere per l'alta intensità e la rapida variazione di direzione su scala di pochi centimetri. L'IRM può essere indotto anche durante la perforazione dei carotaggi, dal campo magnetico dell'acciaio del cilindro perforatore. Questa contaminazione è in generale parallela al perforatore e può essere quasi totalmente rimossa con un riscaldamento a circa 400 °C o con la demagnetizzazione in un piccolo campo alternato. In laboratorio la IRM può essere indotta applicando campi magnetici di varia forza e viene utilizzata per molti scopi nello studio del magnetismo delle rocce.

### Magnetizzazione residua viscosa
La magnetizzazione residua viscosa (VRM), indicata anche semplicemente come magnetizzazione viscosa, è la rimanenza che i materiali ferromagnetici
acquisiscono in seguito alla permanenza prolungata in un campo magnetico. La magnetizzazione residua naturale di una roccia ignea può pertanto venire alterata da questo processo. Si tratta di una componente non voluta del magnetismo residuo e può essere rimossa utilizzando alcune tecniche di demagnetizzazione.

## Applicazioni
Le evidenze paleomagnetiche, inclusa l'escursione dell'alternanza dei dati della polarità, è stata molto utile per verificare le teorie della deriva dei continenti e della tettonica a placche negli anni tra il 1960 e il 1970. Alcune applicazioni del paleomagnetismo per ricostruire la storia dei terrane, sono anche state fonti di controversie. L'evidenza paleomagnetica è anche utilizzata per delimitare i confini temporali delle rocce e dei processi della loro formazione, come pure per la ricostruzione della storia delle deformazioni della crosta terrestre.
La magnetostratigrafia è spesso usata per stimare le età dei siti che contengono residui fossili e di ominini. Nel caso di un fossile di età conosciuta, i dati paleomagnetici possono fissare la latitudine alla quale il fossile fu deposto. Questa paleolatitudine fornisce informazioni relative all'ambiente geologico all'epoca della deposizione. Gli studi paleomagnetici vengono combinati con i metodi geocronologici per determinare l'età assoluta delle rocce nelle quali si è preservata l'impronta paleomagnetica. Per le rocce magmatiche come il basalto, i metodi più utilizzati includono la datazione potassio-argon e la datazione argon-argon.
In Nuova Zelanda, alcuni scienziati hanno trovato che sono in grado di ricostruire le variazioni locali del campo magnetico terrestre studiando i reperti dell'età di 700-800 anni dei forni hāngi, usati dai Maori per cucinare il cibo.